# Furio Jesi

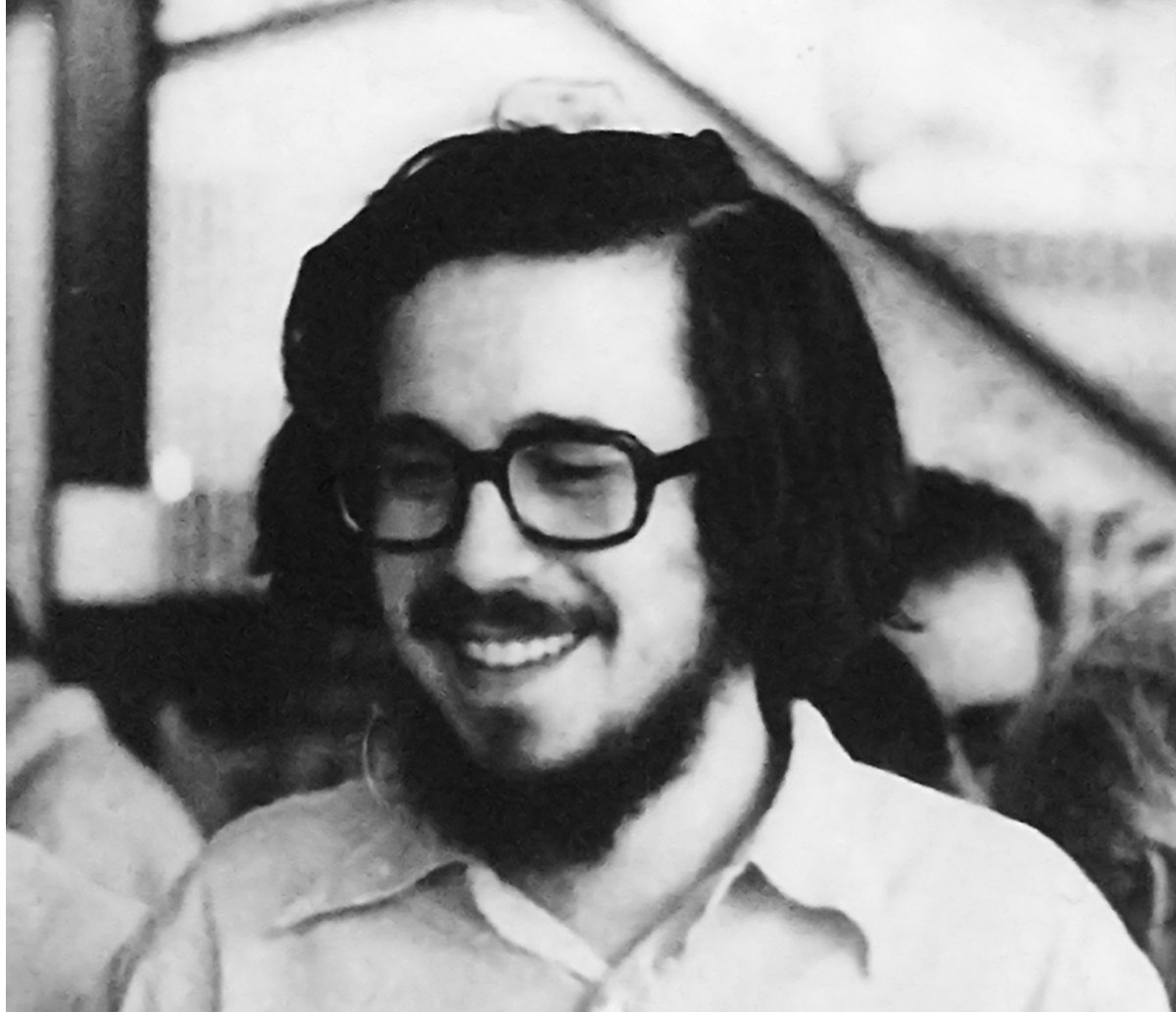
Furio Jesi.

Furio Jesi (Turín, 19 de mayo de 1941 - Génova, 17 de junio de 1980)
 fue un historiador y ensayista italiano.

## Biografía
Muy joven, a los 16 años, escribió en la revista Aegyptus.
Publicó textos sobre Egipto y Grecia antiguos. Se consideró discíplulo de Károly Kerényi, aunque luego se distanció de sus ideas. Obtuvo una cátedra de alemán en la Universidad de Palermo; luego pasó a la Universidad de Génova. 
Estudió especialmente a Rilke y Thomas Mann. También ha escrito sobre Kierkegaard y Brecht. Se han traducido al español tres obras suyas: Literatura y mito; Mito; y además Cultura de derechas, libro premonitorio de la actualidad, por su interpretación de formas reaccionarias de la cultura, que hoy han regresado.
Murió a los 39 años, accidentalmente, por una intoxicación de monóxido de carbono en su casa.

## Obras
- La ceramica egizia. Dalle origini al termine dell'età tinita, Turín, SAIE, 1958.
- Germania segreta. Miti nella cultura tedesca del '900, Milán, Silva, 1967; nueva ed.: Milán, Feltrinelli, 1995.
- Letteratura e mito, Turín, Einaudi, 1968; nueva ed. en 2002. Trad. cast.: Literatura y mito, Barral, 1972 ISBN 978-84-211-0234-3
- L'esilio, Roma, Silva, 1970.
- Rilke, Florencia, La Nuova Italia, 1971.
- Thomas Mann, Florencia, La Nuova Italia, 1972.
- Che cosa ha veramente detto Rousseau, Roma Ubaldini, 1972.
- Kierkegaard, Fossano, Esperienze, 1972; nueva ed. con posfacio de Andrea Cavalletti, Turín, Bollati Boringhieri 2001.
- Saggio su Hermann Hesse publicado en "Hermann Hesse, Poesie", por la Lato Side dir. por Luigi Granetto, Roma 1980.
- Mitologie intorno all'illuminismo, Edizioni di Comunità, Milán 1972; nueva ed. parcial, con una presentación de Giuseppe Ardrizzo, Bérgamo, Pierluigi Lubrina, 1990.
- Il mito, ISEDI, Milán 1973; nueva ed. Mito, con una nota di Giulio Schiavoni, Turín, Nino Aragno, 2008. Trad. cast.: Mito, Labor, 1976 ISBN 978-84-335-1102-7
- Brecht, La Nuova Italia, Firenze 1974.
- Che cosa ha veramente detto Pascal, Ubaldini, Roma 1974.
- La vera terra. Antologia di storici e prosatori sul mito e sulla storia, con un ernsayo de Georges Dumézil, Turín, Paravia, 1974.
- Esoterismo e linguaggio mitologico. Studi su Rainer Maria Rilke, D'Anna, Florencia, 1976; nueva ed. Macerata, Quodlibet 2002.
- La festa. Antropologia etnologia folklore, Turín, Rosenberg & Sellier,  1977.
- Il linguaggio delle pietre. Alla scoperta dell'Italia megalitica, Milán, Rizzoli, 1978.
- Cultura di destra, Milán, Garzanti, 1979; nueva ed. aumentada Cultura di destra. Con tre inediti e un'intervista, cuidada por Andrea Cavalletti, Roma, Nottetempo, 2011. Trad. cast.: Cultura de derechas, El Aleph, 1989, ISBN 978-84-7669-094-9
- Materiali mitologici. Mito e antropologia nella cultura mitteleuropea, Turín, Einaudi 1979; nueva ed. aumentada cuidada por Andrea Cavalletti, ivi 2001.
- La casa incantata, ilustrada por Emanuele Luzzati, Milán, Vallardi, 1982; nueva ed. ilustrada por Franco Matticchio, Milán, Mondadori, 2000.
- L’ultima notte, Génova, Marietti, 1987.
- L'accusa del sangue. Mitologie dell'antisemitismo, postfacio de David Bidussa, Brescia, Morcelliana, 1992; nueva ed., Turín, Bollati Boringhieri,  2007.
- Lettura del «Bateau ivre» di Rimbaud, introd. Giorgio Agamben con una nota de Andrea Cavalletti, Macerata, Quodlibet, 1996.
- Demone e mito. Carteggio 1964-1968, editado por Magda Kerényi y Andrea Cavalletti, Macerata, Quodlibet, 1999, con Károly Kerényi.
- Spartakus. Simbologia della rivolta, a cargo de Andrea Cavalletti, Turín, Bollati Boringhieri,  2000.
- Bachofen, editado por Andrea Cavalletti, Turín, Bollati Boringhieri, 2006.
- "La ceramica egizia" e altri scritti sull'Egitto e la Grecia (1956-1973), editado por Giulio Schiavoni, Turín, Nino Aragno, 2010.
- Il tempo della festa, editado por Andrea Cavalletti, Roma, Nottetempo, 2013.

## Obras traducidas al español
- Spartakus. Simbologia de la revuelta, al cuidado de Andrea Cavalletti, Buenos Aires, Adriana Hidalgo editora, 2014. Traducción: María Teresa D'Meza.